# 王令溫
王令温（895年—956年7月6日），字顺之，五代十国后唐、后晋、后汉、后周官员，瀛州河间县人。
王令温的父亲王迪，担任德州刺史，赠太子太师。王令温年轻时有武勇，隶属于唐庄宗麾下，升任厅直军校。李嗣源作为统帅，与契丹在上谷交战，李嗣源临阵马跑了，被敌所逼，王令温以自己所乘马给了李嗣源，亲自力战，飞矢连发，敌兵稍却。明宗李嗣源即位，他担任神武彰圣都校。后晋初年，自淄州刺史升任洺州团练使。安重荣在镇州造反，石敬瑭以王令温为行营马军都指挥使，与都帅杜重威在宗城破敌，以功授为亳州防御使，不久拜为永清军节度使。牙将邵珂，骄横难制，王令温夺其职。契丹来侵，王令温奉诏入朝，邵珂勾结契丹，杀害取代王令温镇守贝州的吴峦，贝州陷落，王令温家属被契丹所虏。晋出帝授他为武胜军节度使。不久，改镇延州彰武軍節度使，又镇灵武朔方节度使。后汉时，再任永清军节度使，又改安州。后周初年，加检校太尉、同平章事。周世宗嗣位，担任镇安军节度使，罢镇归京。显德三年五月二十六丁巳日，病故，时年六十二岁，诏赠侍中。